# Unconsciously Confined
Unconsciously Confined (Nieświadomie więziony) to studyjny album szwedzkiej grupy Satanic Surfers.

## Lista utworów
1. Forfeiture
2. Thoughts, Words, Action
3. 4 a.m
4. PC = Potential Criminal
5. Bittersweet
6. The sing-along summer-song
7. State of Conformity 	MP3
8. More to life
9. Don't let Silence be an Option
10. Aim to Please?
11. Pecan Pie
12. Up for Sale
13. Diversity